# Howard Georgi
Howard Mason Georgi III (* 6. ledna 1947) je americký teoretický fyzik, profesor na Harvardově univerzitě.  Jeho nejvýznamnější práce se dotýkají teorií velkého sjednocení a kalibračního sjednocení v rámci SU(5) a SO(10) grup, tato práce je známa jako Georgiho-Glashowův model.

## Kariéra
Vzdělání získal na Harvardově univerzitě a na Yaleově univerzitě, kde v roce 1971 získal doktorát. 
V roce 1981 navrhl spolu s Savasem Dimopoulosem model velkého sjednocení SU(5) s lehce narušenou supersymetrií. Jde o jednu z fundamentálních rpací pro Minimální supersymetrický standardní model (MSSM). Na měřeních z urychlovače částic Large Electron-Pozitron Collider (LEP) vedly k závěru, že minimální supersymetrický model vede na rozdíl od standardního modelu k přesnému kalibračnímu sjednocení.
Od té doby Georgi pracoval na dalších problémech ve fyzice. Zabýval se modely složených Higgsů, efektnívní teorií těžkého kvarku, malým Higgsem  nebo nečásticovou teorií, což je myšlenka navržená Georgim v roce 2007, že existuje hmota, která nemůže být vyjádřena v pojmu částic, protože její součásti jsou škálově invariantní. 
Spolu s Vadimem Kuzminem obdržel Pomerančukovu cenu Alichanova ústavu pro teoretickou fyziku za rok 2006. 
Georgi napsal několik knih, zejména publikaci "Lie Algebras in Particle Physics", "The Physics of Waves" a "Weak Interactions and Modern Particle Theory".
V roce 1995 byl zvolen členem Národní akademie věd Spojených států amerických  a ve stejném roce obdržel také Sakuraiovu cenu. V roce 2000 potom získal Diracovu medaili, kterou sdílel s Jogeshem Patim a Helen Quinnovou. 